# NGC 3188A
NGC 3188A is een spiraalvormig sterrenstelsel in het sterrenbeeld Grote Beer. Het bevindt zich in de buurt van NGC 3188.

## Synoniemen
- MCG 10-15-64
- MK 30
- KUG 1016+576A
- PGC 30179